# 永援圣母朝圣地圣殿
永援圣母朝圣地圣殿（Basilica and Shrine of Our Lady of Perpetual Help）是一座罗马天主教宗座圣殿，位于美国波士顿。

## 历史
1869年，德国赎主会受邀来到波士顿开辟新堂区。 他们在罗克斯伯里的帕克山购买了五英亩的地产，其中包括由布林利上校建于1723年的达切特府（Datchet House）。赎主会在此建立了一座木制教堂，作为神父们前往马萨诸塞州各处乃至加拿大传教的基地。

## 建筑
目前的教堂是由纽约的威廉·Schickel和艾萨克·迪特马斯设计，1874年动工，为罗马式建筑风格。花窗玻璃来自德国慕尼黑。1910年增加了尖塔，由瑞士建筑师弗朗茨·约瑟夫·Untersee设计。1954年该堂升格为宗座圣殿。

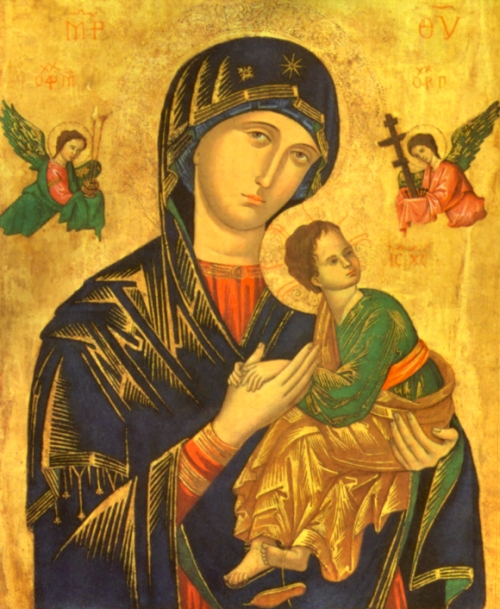
永援圣母像